# Nikola Sarcevic
Nikola Sarcevic (ur. 9 lipca 1974 w Örebro) – basista, wokalista i twórca tekstów skatepunkowego zespołu Millencolin.
Pochodzi z Örebro w Szwecji, ma jugosłowiańskie korzenie. Obecnie mieszka w Göteborgu (Szwecja) ze swoją dziewczyną Lisą.
Nikola nagrał swój własny album nazwany Lock-Sport-Krock, którego nazwa wzięła się od klubu piłkarskiego, w którym Nikola grał ze swoim bratem, gdy byli młodzi. Album ten całkowicie różni się od albumów zespołu Millencolin. Zawiera brzmienia muzyki country i pop, a nie jak w przypadku zespołu Millencolin skate-punka.

## Dyskografia
Albumy solowe
| Lock-Sport-Krock            | - Data: 29 marca 2004 - Wydawca: Burning Heart Records        | –  |
| Roll Roll And Flee          | - Data: 23 października 2006 - Wydawca: Burning Heart Records | 41 |
| Nikola & Fattiglapparna     | - Data: 3 marca 2010 - Wydawca: Stalemate Music               | 34 |
| Freedom To Roam             | - Data: 20 marca 2013 - Wydawca: Stalemate Music              | –  |
| "—" album nie był notowany. |                                                               |    |